# Cosmarium undulatum
Cosmarium undulatum  là một loài Song tinh tảo trong họ Desmidiaceae, thuộc chi Cosmarium.